# Marszałek Mongolskiej Republiki Ludowej

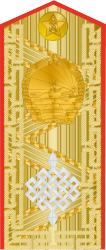
Naramiennik z lat 1944–1972

Marszałek Mongolskiej Republiki Ludowej (mong. Бүгд Найрамдах Монгол Ард Улсын маршал) – najwyższy stopień Mongolskiej Armii Ludowo-Rewolucyjnej, przyznawany tylko najwyższym przywódcom partyjnym i najwybitniejszym oficerom, będący kopią Marszałka Związku Radzieckiego. Dosłużyły się go tylko trzy osoby. Został ustanowiony w 1936 roku, a zniesiony w 1991 roku.
| Nazwisko              | Zdjęcie | Rok nadania |
| --------------------- | ------- | ----------- |
| Chorlogijn Czojbalsan |         | 1936        |
| Gelegdorjiin Demid    |         | 1936        |
| Jumdżaagijn Cedenbal  |         | 1979        |